# محطة إنريكو فيرمي للطاقة النووية
محطة انريكو فيرمي للطاقة النووية (بالإنجليزي: Enrico Fermi Nuclear Power Plant) محطة لإنتاج الطاقة النووية في ترينو – شمال غرب إيطاليا . تتألف من مفاعل الماء المضغوط -260 ميغا وات- تم تشغيله عام 1964 حتى 1990.

## روابط إضافية
- Nuclear power in Italy at the WNA site.